# Schnappkieferameisen
Die Schnappkieferameisen (Odontomachus) sind eine Gattung der Ameisen (Formicidae) aus der Unterfamilie der Urameisen (Ponerinae).

O. haematodus, Larve

## Merkmale
Die Ameisen zeichnen sich durch stark ausgeprägte Mandibeln aus. Die Mandibeln sind gerade, kaum gekrümmt und haben an der Spitze nur zwei oder drei Zähne. Im Gegensatz zu anderen Urameisen fehlt die typische Einschnürung zwischen erstem und zweitem Gaster-Segment. Das Petiolarstigma ist zu einer nach oben gerichteten Spitze ausgebildet. Die Stirnrinne ist stark ausgeprägt und oft sehr tief.

### Bau der Mandibeln

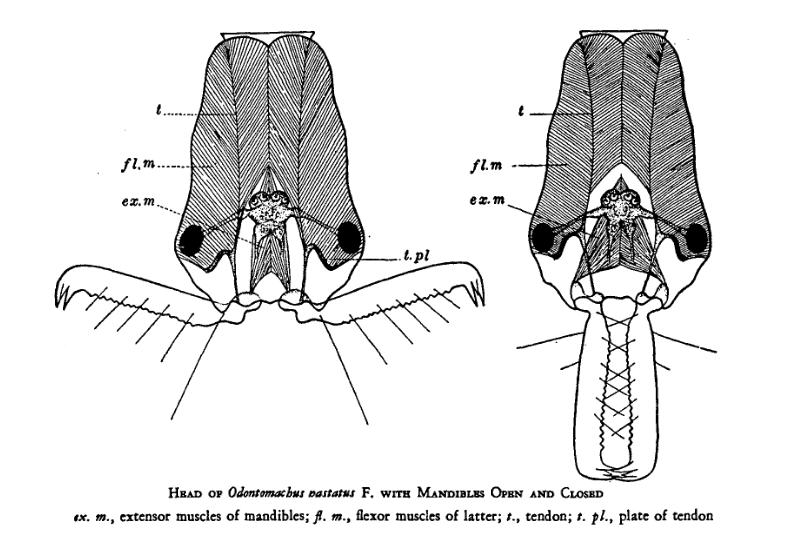
Schematische Darstellung des Kopfes von O. hastatus(Wheeler 1900)

Die Tiere verfügen über einen schnellen Schnappmechanismus. Dieser beruht darauf, dass die notwendige Energie zuvor in einem starken, sich im Kopf befindenden Schließmuskel wie in einem Bogen elastisch gespeichert wird. Der Kiefer ist in dieser offenen Stellung blockiert. Die Mandibeln haben erst die Möglichkeit zusammen zu schnappen, wenn der Kiefer durch einen weiteren Muskel ausgerastet werden.
Der Oberkiefer von O. bauri entwickelt beim Auslösen des Mechanismus eine Kraft, die dem 300-fachen der Körpergewichtskraft der Ameise entspricht. Die Bewegung der zuschnappenden Kiefer ist mit 64 Metern pro Sekunde die schnellste gemessene im Tierreich. Das Insekt benötigt nur 0,13 Millisekunden für das Zuschnappen der Mundwerkzeuge.

### Funktion des Zuschnappens
Die Schnappkieferameisen nutzen ihre Mandibeln sowohl zum Beute machen als auch zur Verteidigung und zur Flucht. Der schnelle Vorgang des Zuschnappens wird hierbei als Sprungmechanismus verwendet. Um sich gegen Eindringlinge wie andere Ameisen zu schützen, führen die Ameisen einen bis zu 40 cm, durchschnittlich 22 cm weiten Weitsprung aus. Vor diesem wird der Gegner zunächst mit den Mandibeln attackiert. Anschließend katapultiert sich das Insekt vom Eindringling weg, wobei dieser auch nach hinten geschleudert wird. Während des Sprunges kann es passieren, dass die Ameise mehrere Salti macht.

### Ähnliche Gattungen

Schnappkieferameisen: Strumigenys, Daceton, Odontomachus, Anochetus, Myrmoteras

Odontomachus sind den nahe verwandten Anochetus sehr ähnlich. Diese sind allerdings kleiner und haben die für Urameisen typische Gastereinschnürung. Außerdem ist bei Anochetus das Stielchenglied oben abgerundet und hat manchmal zwei Dornen, ist aber nie zu einer einzelnen Spitze ausgebildet. Bei den Schnappkiefermechanismen der Gattungen Anochetus, Odontomachus (beide Unterfamilie Ponerinae), Myrmoteras (Unterfamilie Formicinae), Strumigenys und Daceton (beide Unterfamilie Myrmicinae) handelt es sich um das Ergebnis konvergenter Evolution.

## Verbreitung
Diese Ameisen sind weltweit in tropischen und subtropischen Gebieten verbreitet. Es sind 74 rezente (plus drei fossile) verschiedene Arten bekannt.

## Lebensweise
Die Arbeiterinnen jagen einzelgängerisch sowohl tagaktiv, als auch in der Nacht. Überwiegend erbeuten sie kleine Gliederfüßer auf der Erdoberfläche, oder auf Bäumen, wobei sie als Waffe ihre Mandibeln einsetzen. Die unterirdischen Nester werden bevorzugt im offenen Feld, aber auch im Schutz von Steinen und Felsen angelegt. Manchmal wird auch liegendes Totholz besiedelt.

## Systematik
Unter anderen gehören folgende Arten zur Gattung Odontomachus (Auswahl):
- Odontomachus bauri Emery, 1892

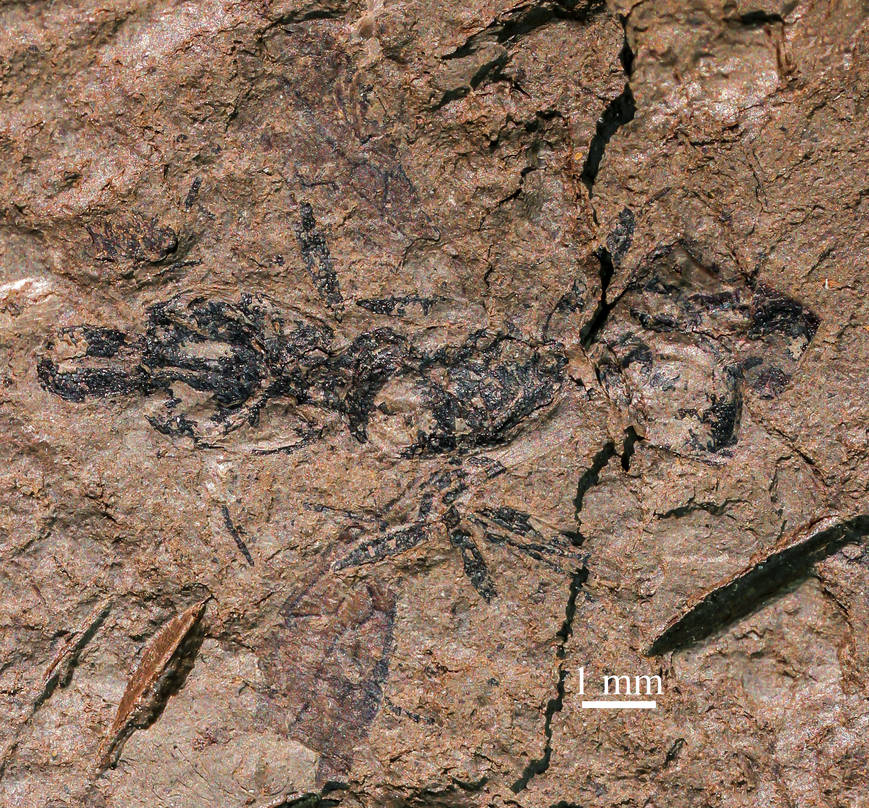
O. paleomyagra

- Odontomachus brunneus Patton, 1894
- Odontomachus clarus Roger, 1861
- Odontomachus haematodus Linnaeus, 1758 (syn. O. haematoda) (Typus-Spezies)
- Odontomachus hastatus Fabricius, 1804
- Odontomachus insularis Guérin-Méneville, 1844
- †Odontomachus paleomyagra Wappler, Dlussky, Engel, Prokop & Knor, 2014[5]
- Odontomachus ruginodis Smith, 1937

### Synonyme
Folgende Namen sind Synonyme für die Gattung Odontomachus:
- Champsomyrmex Emery, 1891
- Myrtoteras Matsumura, 1912
- Pedetes Bernstein, 1861